# Edinburgh
Edinburgh ( [ˈɛdɪnb(ə)ɹə], gaelică scoțiană Dùn Éideann) este un oraș de pe coasta de est a Scoției, și capitala acesteia din secolul XV. Este una dintre cele 32 subdiviziuni ale Scoției. În oraș se află sediul Parlamentului Scoțian, care a fost restabilit în 1999. Are 447.500 locuitori. 
Orașul este celebru și pentru Festivalul de la Edinburgh, care grupează mai multe secțiuni.
Orașul Edinburgh a fost înscris în anul 1995 pe lista patrimoniului cultural mondial UNESCO.

## Monumente

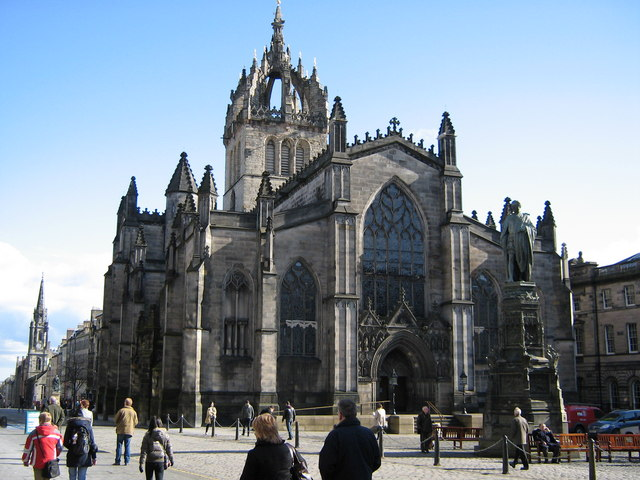
Catedrala Sf. Egidiu, patronul orașului

Cele mai vechi structuri de construcție din oraș sunt cei patru pilaștri masivi din Catedrala Sf. Egidiu, datați în prima jumătate a sec. al XII-lea. În anul 1385 catedrala a suferit în urma unui incendiu și a fost reconstruită.

## Personalități

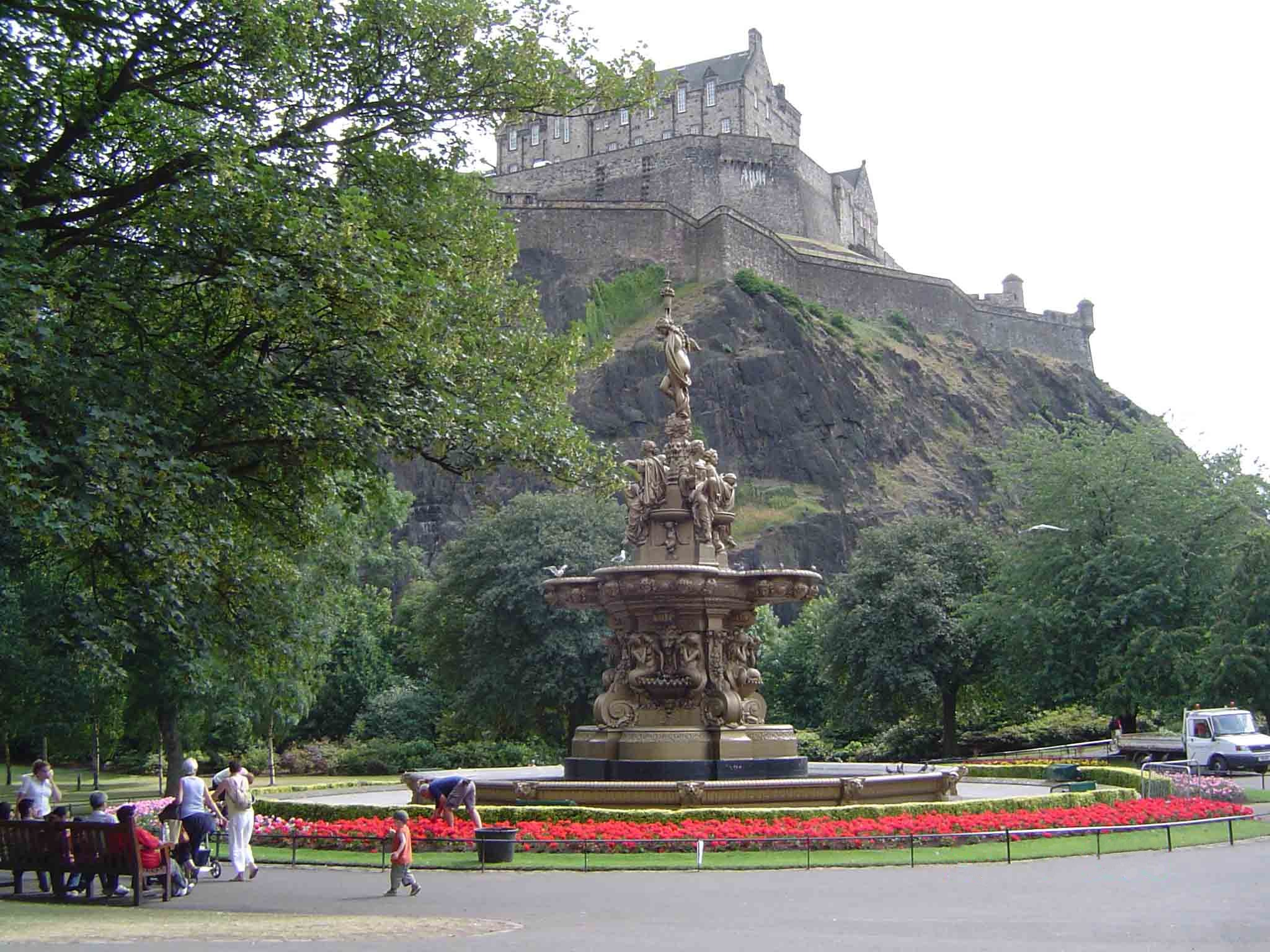
Castelul Edinburgh

- John Napier (1550 - 1617), matematician;
- David Hume (1711 - 1776), filozof și istoric;
- Sir Walter Scott, (1771 - 1832), romancier;
- William John Macquorn Rankine (1820 - 1872), specialist în termodinamică;
- James Clerk Maxwell (1831 - 1879), fizician scoțian;
- James Hector (1834 - 1907), om de știință;
- Alexander Graham Bell (1847 - 1922), pionier al telefoniei[3];
- Robert Louis Stevenson (1850 - 1894), romancier, a scris despre oraș înainte de a se muta în Samoa;
- Arthur Conan Doyle (1859 - 1930), scriitor, creatorul lui Sherlock Holmes;
- John Young, (1916 - 1996), actor;
- Sean Connery (1930 - 2020), actor;
- Fraser Stoddart (n. 1941), laureat Nobel pentru Chimie;
- Tony Blair (n. 1953), om politic, prim-ministru al Marii Britanii între 1997-2007;
- James Peace (n. 1963), compozitor.
- Joanne Kathleen Rowling (n. 1965), scriitoare, autoarea seriei Harry Potter, a scris primul roman într-o cafenea din Edinburgh.